# Калиновский, Григорий Иванович
Григо́рий Иванович Калино́вский (1758 — после 1799) — армейский прапорщик, автор книги «Описание свадебных Украинских простонародных обычаев, в Малой России и в Украинской губернии, також и в великороссийских слободах, населённых малороссиянами, употребляемых» (СПб., 1772).
Это одна из первых книжек, посвященных украинской этнографии, очень любопытная для своего времени; переиздана.